# Paraiulus timpius
Paraiulus timpius är en mångfotingart som beskrevs av Chamberlin 1912. Paraiulus timpius ingår i släktet Paraiulus och familjen Parajulidae. Inga underarter finns listade i Catalogue of Life.